# Älichan Bassajew
Älichan Bassajew (kasachisch Алихан Басаев; * 23. Dezember 2005) ist ein kasachischer Eishockeyspieler mit der Staatsbürgerschaft der Vereinigten Arabischen Emiraten. Er spielt seit 2023 bei den Abu Dhabi Storms aus der Emirates Ice Hockey League.

## Karriere
Älichan Bassajew begann seine Karriere beim HK Astana in seiner kasachischen Heimat. Seit 2023 spielt er für die Abu Dhabi Storms in der Emirates Ice Hockey League.

### International
Nach seiner Einbürgerung stand Bassajew im Juniorenbereich im Aufgebot der Vereinigten Arabischen Emirate bei der U18 Asia and Oceania Championship 2023, wo das Team den dritten Platz belegte, und der U20-Weltmeisterschaft 2023.
Er nahm für die Eishockeynationalmannschaft der Vereinigten Arabischen Emirate an der Division II der Weltmeisterschaft 2023 teil.

## Erfolge und Auszeichnungen
- 2023 Aufstieg in die Division II, Gruppe A, bei der Weltmeisterschaft der Division II, Gruppe B